# Groeve op de Trichterberg I

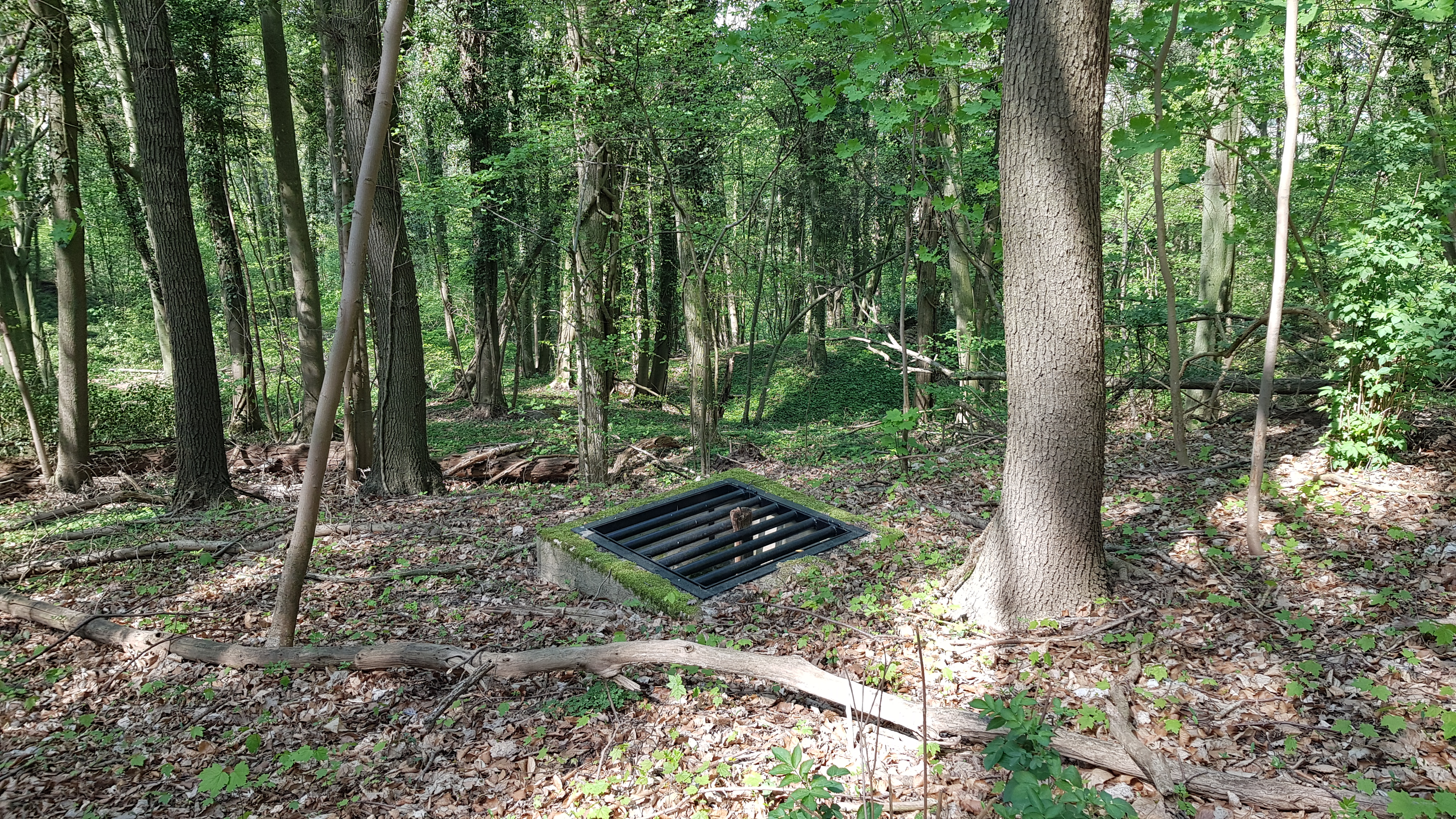
Groeve op de Trichterberg I

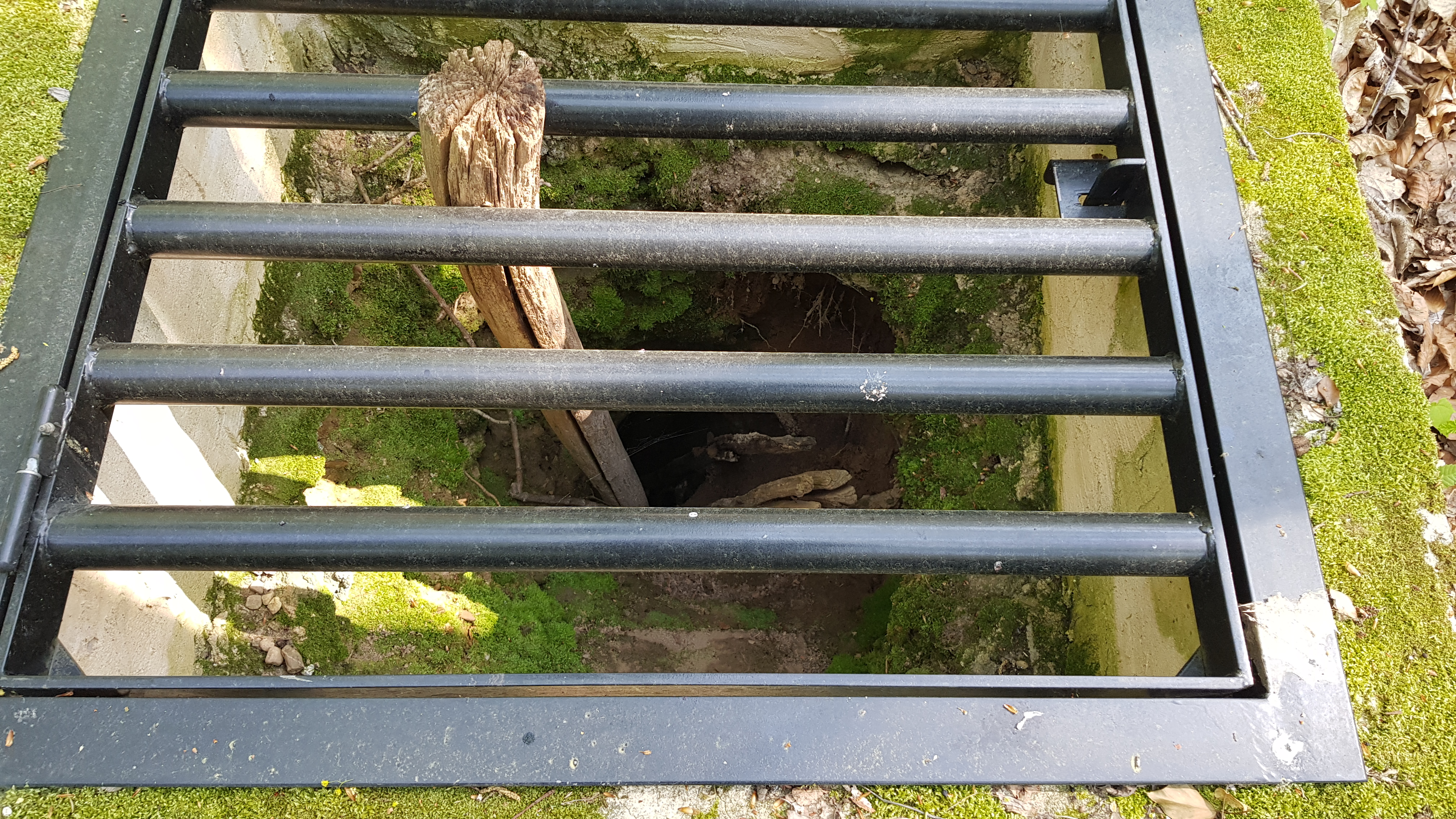
Groeve op de Trichterberg I

De Groeve op de Trichterberg I is een Limburgse mergelgroeve bij Gronsveld in de Nederlandse gemeente Eijsden-Margraten. De groeve ligt aan de westelijke rand van het Plateau van Margraten in de overgang naar het Maasdal. De groeve ligt ten noorden van de Eckelraderweg (de doorgaande weg van Gronsveld naar Eckelrade) en ten noorden van de Hogenbergweg (een bosweg). 
Op ongeveer 500 meter naar het noordwesten liggen de Riesenberggroeve en Groeve boven op de Riesenberg, op ongeveer 525 meter naar het noorden ligt de Varkensgatgroeve, op ongeveer 1200 meter naar het noordoosten ligt de Hamelsbachgroeve, op ongeveer 225 meter naar het zuiden ligt de Trichterberggroeve en op ongeveer 350 meter naar het zuidwesten liggen de Groeve de Grote Dolekamer en de Groeve de Kleine Dolekamer.

## Geschiedenis
De groeve werd ontgonnen door blokbrekers voor de winning van kalksteenblokken.

## Groeve
De groeve is een putgroeve waarbij men via een schacht het gangenstelsel betrad. In de nabijheid van de schacht bevinden zich enkele kuilen die duiden op ondergrondse activiteit.
De groeve is afgesloten met een metalen rooster, zodat alleen dieren zoals vleermuizen de groeve kunnen betreden en kunnen gebruiken als verblijfplaats.

## Geologie
De omliggende groeves zijn uitgehouwen in de Kalksteen van Gronsveld uit de Formatie van Maastricht, zodat aannemelijk is dat de Groeve op de Trichterberg I in dezelfde kalksteen uitgehouwen is.